# جيك إي. لي
جيك إي. لي (بالإنجليزية: Jake E. Lee)‏ هو موسيقي وكاتب أغاني وعازف قيثارة أمريكي، ولد في 15 فبراير 1957 في نورفولك في الولايات المتحدة.

## وصلات خارجية
- الموقع الرسمي
- جيك إي. لي على موقع ميوزك برينز (الإنجليزية)
- جيك إي. لي على موقع أول ميوزيك (الإنجليزية)
- جيك إي. لي على موقع ديسكوغز (الإنجليزية)